# Église Saint-Martin d'Yvré-le-Pôlin
L'église Saint-Martin est une église catholique située à Yvré-le-Pôlin, dans le département français de la Sarthe.

## Localisation
L'église est située dans le bourg d'Yvré-le-Pôlin, rue du 8-Mai, en face de la mairie.

## Histoire
L'église, datant de la fin du XIVe siècle, est de style gothique, voûtée, en bois, à clocher en flèche. Elle est dédiée à saint Martin. 
La grosse cloche de l'église fut baptisée le 27 août 1730 sous le nom de Marie, Jeanne, Christophe. Ce baptême fut réalisé par le curé Jacques Henri Maulny avec Christophe de Corbin de Varennes comme parrain et Marie Jeanne Philippe de Guitton d’Yvré comme marraine.
La petite cloche fut baptisée la première fois le 17 septembre 1716 sous le nom de Charles, Louis, François. Elle est bénite à nouveau sous le nom de Michelle, Charlotte, Martin le 6 mai 1717, avec comme parrain Michel Léonor de La Rivière et comme marraine, Françoise Charlotte de Tragin, veuve de François de Guitton.
En 1807, elle est à nouveau bénite par le curé Simon Gaudin. Elle se nomme alors Martine. Après restauration, avec la participation de Mme Lebled et de la commune, elle fut une nouvelle fois bénie par l'abbé François Bailly, le 8 juin 1995.
La dernière restauration de l'église date de 1986-1987.

## Architecture et extérieurs
L'église est de style gothique.
En haut d'un petit escalier extérieur menant directement au chœur, se trouve la pierre tombale du père René Durand, curé du village pendant quarante-quatre ans et mort le 11 février 1655.

## Intérieur
Certaines parties sont très anciennes, telles que la nef bas-côté sud et la tour du clocher, qui sont du XIIe siècle, et le chœur du XIIIe siècle. La nef est précédée d'une tour-clocher et de deux bas-côtés. Le chœur, quant à lui, est flanqué de deux chapelles de la fin du XVIIIe siècle. Le bas-côté nord date du milieu du XIXe siècle, période à laquelle l'église a subi d'importantes restaurations.

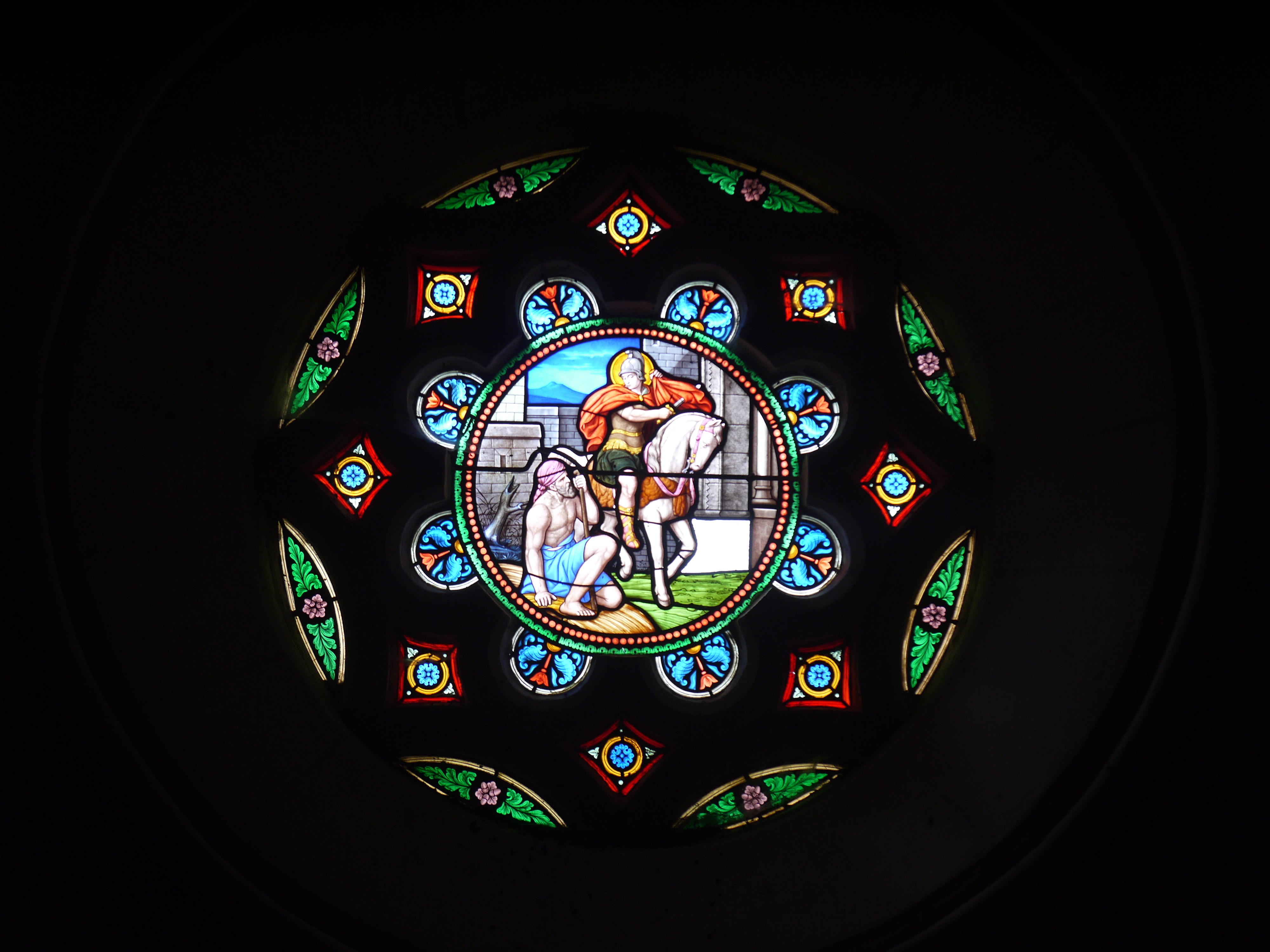
Le vitrail de la rosace : saint Martin partageant son manteau.

La rosace, construite en roussard, grès ferrugineux typique de la région, est classée aux monuments historiques. Le vitrail contenu dans cette rosace, intitulé La Charité selon saint Martin, représente le saint patron de l'église partageant son manteau avec un mendiant.

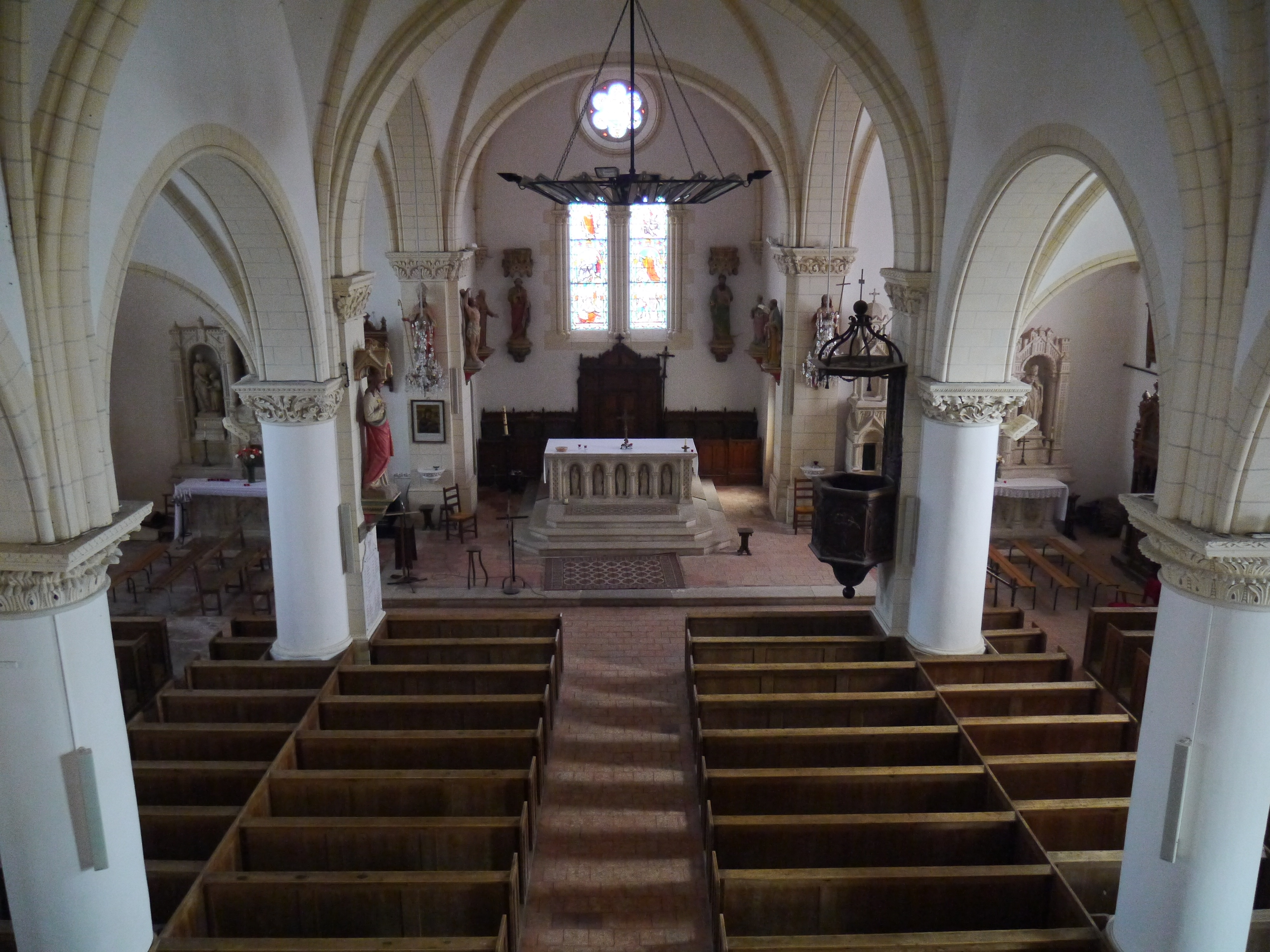
La nef et le chœur vus de la tribune.
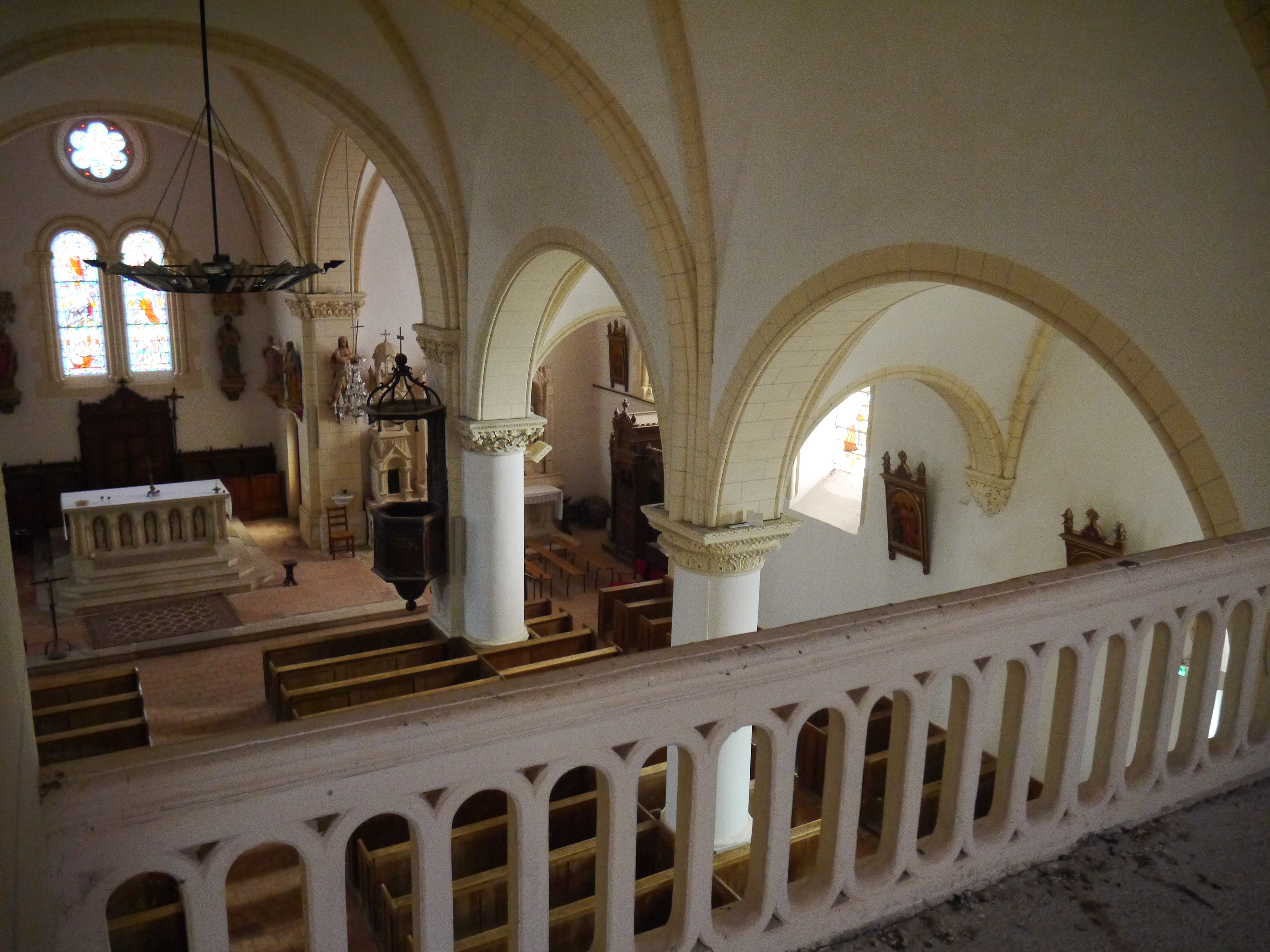
La tribune.
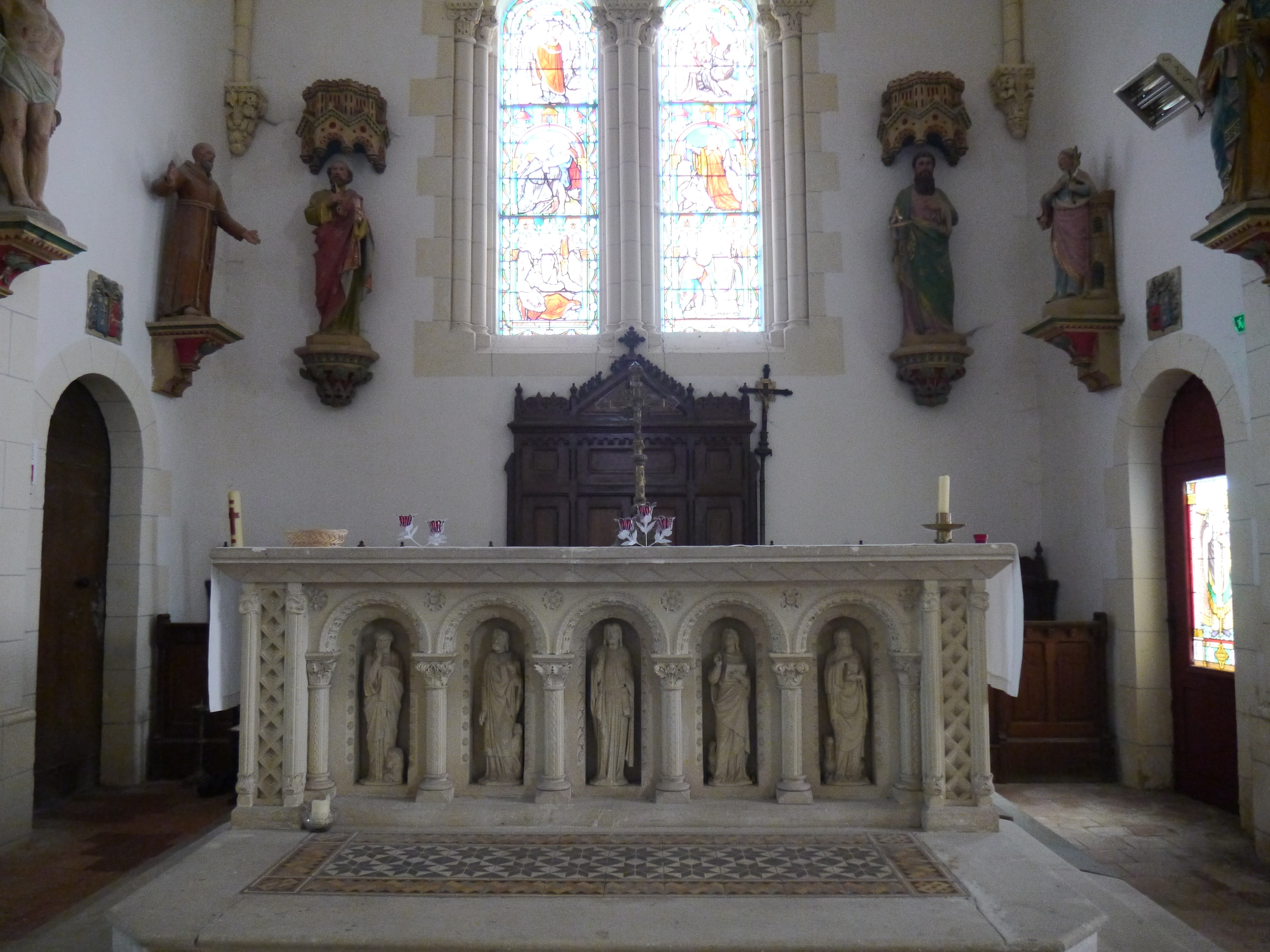
Le maître-autel.